# سید غضنفر وزیری

سیدغضنفر وزیری

سیدغضنفر وزیری (درگذشت: دی ماه ۱۳۳۴ خورشیدی)، از معروفترین مدعیان امامت در تاریخ معاصر ایران بود. وی که به مدت نیم قرن در نواحی مختلف ایران و بویژه در روستاهای اطراف محلات و نیز در روستای ون در نزدیکی کاشان ادعای امام زمان بودن داشت، مریدان بسیار به گرد خویش جمع نمود و توسط همین مریدان، مرتکب قتل شمار زیادی از افراد گردید.
نمونه‌ای از مشهورترین قتل‌عام‌های انجام شده توسط او، کشتار دست جمعی عده‌ای از مخالفین او در حمام روستای عیسی آباد محلات بود که طی آن شماری از مریدانی که سیدغضنفر به گرد خود جمع کرده بود، در سحرگاه یکی از روزهای تابستان ۱۳۱۰ خورشیدی، بنا به دستور سیدغضنفر به حمام مخالفین هجوم بردند و دوازده نفر بیگناه را در آنجا کشته و سر بریدند و اجساد آنها را مثله ساختند آنها بعد از این قتل‌عام، برای اینکه نسل مخالفین را به کلی از میان بردارند، تصمیم گرفتند که اطفال ذکور آنها را نیز از بین ببرند، که اقدام اخیر با دستگیری آنان توسط قوای ژاندارمری، ناکام ماند.

## سالهای نخست زندگی
سیدغضنفر در شهر رشت متولد شد، پانزده ساله بود که فکری به خاطرش رسید و به دنبال این فکر، موطن خویش را پشت سر گذاشت و عازم شهر یزد شد. (در حالیکه در رپرتاژ تهران مصور، زادگاه سیدغضنفر در رشت قید شده و گفته شده که وی سپس به یزد رفت، در گزارش خواندنیها به نقل از روزنامه اطلاعات گفته شده که وی متولد شهر یزد بود اما در کودکی از یزد عازم شهرستان رشت شد و سالها در این شهر به سر می‌برد). به هرحال وی مدتی در شهر یزد (یا رشت)، به سر برد، امّا ظاهراً این شهر را برای پیشبرد مقصود خویش مناسب ندید، بنابراین یزد را به مقصد گلپایگان ترک نمود. وی مدت یک سال در گلپایگان اقامت کرد و سپس عازم عیسی آباد محلات گردید

## در عیسی آباد محلات
سیدغضنفر در سال ۱۳۱۰ خورشیدی و در حالیکه ۳۹ سال از عمرش می‌گذشت، وارد عیسی آباد محلات شد. او تصمیم گرفته بود که خود را به اهالی دهات، امام زمان معرفی کند و برای موفقیت خود در این راه، فنونی نیز فراگرفته بود در عیسی آباد محلات مردمی زندگی می‌کردند که طبع آنها برای پذیرفتن ادعاهای سیدغضنفر، بیشتر از سایر دهاتی‌ها آمادگی داشت.

## شکل‌گیری مخالفت علیه سید غضنفر
وی بعد از چند ماه اقامت در عیسی آباد محلات، موفق شد عدّهٔ کثیری مرید برای خود جمع‌آوری کند. سردستهٔ مریدان او در عیسی آباد محلات، مردی به نام مهدیقلی ربیعی بود

## آزادی از زندان و مهاجرت به روستای ون
دوران محکومیت ده ساله سیدغضنفر وزیری از سال ۱۳۱۰ تا ۱۳۲۰ خورشیدی به طول انجامید و اوایل سال ۱۳۲۰ بود که سیدغضنفر از زندان بیرون آمد. در این زمان سیدغضنفر بسیار پیر و شکسته به نظر می‌رسید و هرکس که ظاهر او را می‌دید، تصور می‌کرد که او در زندان متنبه گردیده و آن افکار از مغزش خارج شده‌است.
سیدغضنفر پس از رهائی از زندان به جای این که به عیسی آباد بازگردد، عازم کاشان شد و در قریه ون واقع در هفت فرسخی کاشان سکنی گزید. وی برای سالها به‌طور ناشناس در روستای ون اقامت نمود و در خلال این مدت منتظر و مترصد فرصتی بود تا مجدداً ادعاهای خویش را تکرار کرده و بساط سابق خویش را بگستراند.
این فرصت با طی دوران محکومیت و آزادی شاخصترین مرید او، یعنی مهدیقلی ربیعی و پسرش حیدرقلی ربیعی و همچنین چند نفر دیگر از مریدان سابق او، که هریک به دوره‌های ده تا پانزده سالهٔ زندان محکوم شده بودند، برای سیدغضنفر فراهم گردید. در واقع مریدان سید، پس از آزادیشان از زندان، دربدر به دنبال او بودند و چون او را در روستای ون یافتند، دوباره به دور او گرد آمدند و مجدداً بساط امامت و مرید و مرادبازی را به راه انداختند.

## سیدغضنفر در روستای ون
سیدغضنفر که از دوران قبلی امامت خویش تجربه بسیار اندوخته بود و بعلاوه در طی ده سال محکومیت زندان خود، حسابی آبدیده شده بود، این بار خیلی با احتیاط عمل می‌نمود و سعی بسیار داشت که با وجود پرونده و سوابق خویش در نزد مراجع قضائی و انتظامی، کسی از هویت او و سوابقی که دارا بود، مطلع نشود.
به همین دلیل وی موفق شد که چند سال دیگر به همراه مریدان خود در روستای ون به زندگی و امامت خویش ادامه دهد و در خلال این مدت از طریق تبلیغات خود و مریدانش، جمعی از روستائیان کاشانی را نیز به گرد خویش جمع نماید. طوریکه کم‌کم وی در محدوده کاشان و بخصوص در روستای ون، شهرت پیدا کرد و توجه بسیاری به سمت او جلب گردید.

## دستگیری مجدد سیدغضنفر و مریدانش
ماجرای قتل حاج آقا خلیل خیلی زود در سرتاسر آبادی پخش شد و لحظاتی بعد به اطلاع پاسگاه ژاندارمری رسید و سرگرد مافی، فرمانده پاسگاه به اتفاق شماری از مأمورین پاسگاه ژاندارمری ون، بلافاصله در محل قتل حاج آقا خلیل حاضر شد و پس از انجام تحقیقات مقدماتی در صحنهٔ قتل، چهار نفر مریدان جانی سیدغضنفر و سپس خود او را در منزلش دستگیر کرد.
بدین ترتیب در روز چهاردهم فروردین ماه سال ۱۳۳۳ خورشیدی، سیدغضنفر به اتفاق چهار نفر از مریدانش به اسامی مهدیقلی ربیعی، حیدرقلی ربیعی، سلطانعلی خراسانی و عبدالحسین نظریان، به اتهام قتل حاج آقا خلیل به کاشان منتقل شدند و در زندان شهربانی این شهر حبس گردیدند.

## دادگاه سیدغضنفر

آخرین دادگاه سیدغضنفر وزیری

سیدغضنفر و چهار نفر مرید قاتلش، پس از حدود چهار ماه و چند روز زندانی بودن در زندان شهربانی کاشان و بعد از اینکه پروندهٔ آنها تکمیل گردید، برای محاکمه به تهران اعزام گردیدند. بر اساس نوشته روزنامه اطلاعات گروهبان سیدعباس صمیمیت به همراه سه نفر ژاندارم دیگر این پنج نفر را از زندان شهربانی کاشان تحویل گرفته و تحویل زندان شهربانی پایتخت دادند.
اندکی بعد و در مرداد ماه سال ۱۳۳۳ محاکمه این افراد آغاز شد که تا سال ۱۳۳۴ به طول انجامید و یکی از جنجالی‌ترین و پرسروصداترین محاکمات انجام شده طی آن سالها در پایتخت ایران بود. در جریان این محاکمات، موضوعات مربوط به «سید غضنفر» با عنوان: پیرمردی هشتاد و چهارساله که ادعا می‌کرد امام سیزدهم شیعیان است!، سوژهٔ بسیاری از نشریات و روزنامه‌های کشور بود و اخبار زیادی دربارهٔ سوابق اقدامات و پیشینهٔ اعمال و ادعاهای سیدغضنفر در این نشریات به چاپ می‌رسید.

## توبه و مرگ سیدغضنفر
در یکی از آخرین جلسات دادگاه، حال سید غضنفر به‌طور ناگهانی دگرگون شد و به نوشته تهران مصور به وی حال سکته دست داد و حالش منقلب شد و به اغماء فرورفت. بلافاصله پزشک و پزشکیار بر بالین او حاضر شدند و او را معاینه کردند و بعد ضمن تزریق آمپول تقویتی به وی، او را در بیمارستان زندان بستری کردند. این اتفاق در عصر پنجشنبه رُخ داد و گرچه حال سیدغضنفر تا غروب جمعه مساعد به نظر می‌رسید، اما ناگهان از غروب جمعه دچار وضعیت جسمانی بدی گردید و سرانجام در صبح شنبه در بیمارستان زندان چشم از جهان فروبست.

## حال مریدان سید بعد از مرگ او
بر اساس رپرتاژ تهران مصور، هنگامیکه در صبح روز شنبه جلسه دادگاه تشکیل شد و خبر مرگ سیدغضنفر در جلسه دادگاه اعلام گردید، مریدان وی از شنیدن خبر مرگ امام و آقایشان بسیار متأثر شدند و ضمن کوبیدن بر سر و صورت خویش، با صدای بلند شروع به گریه و زاری شدید نمودند.
آنها آنقدر گریه کردند و بی تابی نمودند که حضار و تماشاچیان دادگاه را نیز متأثر ساختند. آنها مدام تکرار می‌کردند: «آقا از دنیا رفت!، با مرگ آقا کفّار بر ما چیره خواهند شد!...»
مهدیقلی آهسته و با چشمانی اشک آلود، درحالیکه دستهای خود را به سوی آسمان بلند کرده بود، می‌گفت: «خدایا وسیله نجات و رهایی ما را از زندان فراهم ساز، تا بتوانیم مقبره‌ای برای آقا برپا کنیم…»

## باور نکردن مرگ سید غضنفر
پس از مرگ سید غضنفر، تیمسار شاه‌خلیلی از مسئولین امنیتی به جهت حفظ امنیت جانی مسئولین پرونده قضایی سیدغضنفر با گذاشتن یک دسته گل به جای سید غضنفر در تابوت وی، مریدان سید غضنفر را گمراه کرده و مریدان سیدغضنفر مرگ وی را قبول و باور نکرده و گمان کردند سیدغضنفر به خواست خدا غیب شده‌است.